# Catulli Carmina
Catulli Carmina (em latim, Canções de Catulo) é uma cantata composta por Carl Orff. É a segunda parte da trilogia Trionfi, seguindo-se a Carmina Burana e antecedendo Trionfo di Afrodite. 
Orff baseou a composição em 12 poemas de Catulo (84-54 a.C.), que escreveu num período de decadência e dissolução dos costumes do Império Romano. Muitos dos versos são dedicados à aristocrata Clódia, que era casada com o cônsul Quintus Caecilius e nos poemas aparece sob o pseudônimo de Lésbia.
A cantata estreou em Leipzig, em 6 de novembro de 1943, com direção musical de Paul Schmitz. Sem acompanhamento orquestral, é interpretada apenas pelos dois solistas (tenor, no papel de Catulo, e soprano, interpretando Lésbia) e o coro, acompanhado de instrumentos de percussão e quatro pianos